# Фрідріх Лехт
Фрідріх (Фрідріх-Вольдемар, Фердинанд) Карлович Лехт (18 квітня 1887, Дерпт, Російська Імперія — 20 січня 1961, там же, Естонська РСР, СРСР) — російський і радянський живописець німецького походження, графік, скульптор із засновників Асоціації художників революційної Росії (АХРР). Заслужений митець Естонської РСР.